# Bamberg, Staatsbibliothek, Msc.Class.26
Die Handschrift Bamberg, Staatsbibliothek, Msc.Class.26 ist ein Kodex, der eine Abschrift von Ciceros De officiis enthält. Die Handschrift wurde im 10. Jahrhundert in Reims geschrieben und von Heinrich II. nach Bamberg gebracht, wo sie bis zur Säkularisation Teil der dortigen Dombibliothek war. Heute wird sie als Teil der Kaiser-Heinrich-Bibliothek in der Staatsbibliothek Bamberg verwahrt.

## Beschreibung
Der Kodex misst 24,6 auf 19,4 cm und umfasst 93 Blatt Pergament, die mit je 21 bis 26 Zeilen in langen Zeilen beschrieben sind. Der Einband stammt von 1611.
Die Schrift ist eine Minuskelschrift des 10. Jahrhunderts. Nach Friedrich Leitschuh lassen sich verschiedene Schreiber unterscheiden. In der Handschrift sind insgesamt zwei Initialen auf fol. 1r und 39v vorhanden, die jedoch von unterschiedlichen Schreibern kommen. Zu Beginn der Handschrift steht ein zweizeiliges Incipit mit monumentaler Capitalis. Zu Beginn des zweiten Buchs (39v), sowie des dritten Buchs (62v) steht jeweils ein Incipit bzw. Explicit in braunen Majuskeln.

## Herkunft
Der Kodex stammt aus Reims. Es ist anzunehmen, dass er von Heinrich II. nach Bamberg gebracht wurde und im Kontext der Gründung des Bistums Bamberg in die dortige Dombibliothek gelangte.

## Inhalt
Msc.Class.26 ist eine Abschrift von De officiis. Dabei handelt es sich um ein Werk von Cicero zur antiken Ethik, in dem die Pflichten des täglichen Lebens behandelt werden. Das Werk ist in Briefform an Ciceros Sohn Marcus geschrieben.